# Poeoptera
Poeoptera – rodzaj ptaków z rodziny szpakowatych (Sturnidae).

## Rozmieszczenie geograficzne
Rodzaj obejmuje gatunki występujące w Afryce Subsaharyjskiej.

## Morfologia
Długość ciała 15–18 cm, masa ciała 35–54 g.

## Systematyka
Rodzaj zdefiniował w 1854 roku francuski zoolog Charles-Lucien Bonaparte w artykule poświęconym zbiorom przywiezionym w 1853 roku przez A. Delattre’a z jego podróży do Kalifornii i Nikaragui, opublikowanym w czasopiśmie Comptes rendus hebdomadaires des séances de l’Académie des sciences. Gatunkiem typowym jest (oznaczenie monotypowe) błyszczak smukły (P. lugubris).

### Etymologia
Poeoptera: gr. φαιος phaios ‘szary’; -πτερος -pteros ‘-skrzydły’, od πτερον pteron ‘skrzydło’.

### Podział systematyczny
Do rodzaju należą następujące gatunki:
- Poeoptera stuhlmanni (Reichenow, 1893) – błyszczak górski
- Poeoptera kenricki Shelley, 1894 – błyszczak czarny
- Poeoptera lugubris Bonaparte, 1854 – błyszczak smukły